# 1997-es Formula–1 brazil nagydíj
A brazil nagydíj volt az 1997-es Formula–1 világbajnokság második futama, amelyet 1997. március 30-án  rendeztek meg a brazíliai Autódromo José Carlos Pace-en, São Pauloban.

## Időmérő edzés
|    | #  | Versenyző             | Csapat            | Köridő   | Különbség |
| -- | -- | --------------------- | ----------------- | -------- | --------- |
| 1  | 3  | Jacques Villeneuve    | Williams-Renault  | 1:16,004 |           |
| 2  | 5  | Michael Schumacher    | Ferrari           | 1:16,594 | +0,590    |
| 3  | 8  | Gerhard Berger        | Benetton-Renault  | 1:16,644 | +0,640    |
| 4  | 9  | Mika Häkkinen         | McLaren-Mercedes  | 1:16,692 | +0,688    |
| 5  | 14 | Olivier Panis         | Prost-Mugen-Honda | 1:16,576 | +0,752    |
| 6  | 7  | Jean Alesi            | Benetton-Renault  | 1:16,757 | +0,753    |
| 7  | 12 | Giancarlo Fisichella  | Jordan-Peugeot    | 1:16,912 | +0,908    |
| 8  | 4  | Heinz-Harald Frentzen | Williams-Renault  | 1:16,971 | +0,967    |
| 9  | 1  | Damon Hill            | Arrows-Yamaha     | 1:17,090 | +1,086    |
| 10 | 11 | Ralf Schumacher       | Jordan-Peugeot    | 1:17,175 | +1,171    |
| 11 | 22 | Rubens Barrichello    | Stewart-Ford      | 1:17,259 | +1,255    |
| 12 | 10 | David Coulthard       | McLaren-Mercedes  | 1:17,262 | +1,258    |
| 13 | 16 | Johnny Herbert        | Sauber-Petronas   | 1:17,409 | +1,405    |
| 14 | 6  | Eddie Irvine          | Ferrari           | 1:17,527 | +1,523    |
| 15 | 15 | Nakanó Sindzsi        | Prost-Mugen-Honda | 1:17,999 | +1,995    |
| 16 | 2  | Pedro Diniz           | Arrows-Yamaha     | 1:18,095 | +2,091    |
| 17 | 21 | Jarno Trulli          | Minardi-Hart      | 1:18,336 | +2,332    |
| 18 | 20 | Katajama Ukjó         | Minardi-Hart      | 1:18,557 | +2,553    |
| 19 | 17 | Nicola Larini         | Sauber-Petronas   | 1:18,644 | +2,640    |
| 20 | 23 | Jan Magnussen         | Stewart-Ford      | 1:18,773 | +2,769    |
| 21 | 18 | Jos Verstappen        | Tyrrell-Ford      | 1:18,885 | +2,881    |
| 22 | 19 | Mika Salo             | Tyrrell-Ford      | 1:19,274 | +3,270    |

## Futam
Interlagosban ismét Villeneuve indult az élről, az előző versenyhez hasonlóan ismét kicsúszott a pályáról az első kanyarban. Szerencséjére új rajtot rendeltek el, viszont Michael Schumacher ismét elsőként fordult el a kanyarban, akit Villeneuve a kör végén visszaelőzött és végül győzött. Az osztrák Gerhard Berger második lett a harmadik helyen célba érő Olivier Panis előtt.
| Helyezés | #  | Versenyző             | Csapat/Motor      | Futott körök | Idő/Kiesés oka | Rajthely | Pontszám |
| -------- | -- | --------------------- | ----------------- | ------------ | -------------- | -------- | -------- |
| 1        | 3  | Jacques Villeneuve    | Williams-Renault  | 72           | 1:36:06,990    | 1        | 10       |
| 2        | 8  | Gerhard Berger        | Benetton-Renault  | 72           | +4,190         | 3        | 6        |
| 3        | 14 | Olivier Panis         | Prost-Mugen-Honda | 72           | +15,870        | 5        | 4        |
| 4        | 9  | Mika Häkkinen         | McLaren-Mercedes  | 72           | +33,033        | 4        | 3        |
| 5        | 5  | Michael Schumacher    | Ferrari           | 72           | +33,731        | 2        | 2        |
| 6        | 7  | Jean Alesi            | Benetton-Renault  | 72           | +34,020        | 6        | 1        |
| 7        | 16 | Johnny Herbert        | Sauber-Petronas   | 72           | +50,912        | 13       |          |
| 8        | 12 | Giancarlo Fisichella  | Jordan-Peugeot    | 72           | +1:00,639      | 7        |          |
| 9        | 4  | Heinz-Harald Frentzen | Williams-Renault  | 72           | +1:15,402      | 8        |          |
| 10       | 10 | David Coulthard       | McLaren-Mercedes  | 71           | +1 kör         | 12       |          |
| 11       | 17 | Nicola Larini         | Sauber-Petronas   | 71           | +1 kör         | 19       |          |
| 12       | 14 | Jarno Trulli          | Minardi-Hart      | 71           | +1 kör         | 17       |          |
| 13       | 19 | Mika Salo             | Tyrrell-Ford      | 71           | +1 kör         | 22       |          |
| 14       | 15 | Nakanó Sindzsi        | Prost-Mugen-Honda | 71           | +1 kör         | 15       |          |
| 15       | 18 | Jos Verstappen        | Tyrrell-Ford      | 70           | +2 kör         | 21       |          |
| 16       | 6  | Eddie Irvine          | Ferrari           | 70           | +2 kör         | 14       |          |
| 17       | 1  | Damon Hill            | Arrows-Yamaha     | 68           | Motorhiba      | 9        |          |
| 18       | 20 | Katajama Ukjó         | Minardi-Hart      | 67           | +5 kör         | 18       |          |
| Kiesett  | 11 | Ralf Schumacher       | Jordan-Peugeot    | 52           | Elektronika    | 10       |          |
| Kiesett  | 22 | Rubens Barrichello    | Stewart-Ford      | 16           | Felfüggesztés  | 11       |          |
| Kiesett  | 2  | Pedro Diniz           | Arrows-Yamaha     | 15           | Felfüggesztés  | 16       |          |
| Kiesett  | 23 | Jan Magnussen         | Stewart-Ford      | 0            | Baleset        | 20       |          |

## A világbajnokság élmezőnyének állása a verseny után
| H  | Versenyzők         | Pont | H  | Konstruktőrök     | Pont |
| -- | ------------------ | ---- | -- | ----------------- | ---- |
| 1. | David Coulthard    | 10   | 1. | McLaren-Mercedes  | 17   |
| 2. | Jacques Villeneuve | 10   | 2. | Benetton-Renault  | 10   |
| 3. | Gerhard Berger     | 9    | 3. | Williams-Renault  | 10   |
| 4. | Michael Schumacher | 8    | 4. | Ferrari           | 8    |
| 5. | Mika Häkkinen      | 7    | 5. | Prost-Mugen-Honda | 6    |

## Statisztikák
Vezető helyen:
- Jacques Villeneuve: 69 (1-45 / 49-72)
- Gerhard Berger: 3 (46-48)

Jacques Villeneuve 5. győzelme, 5. pole-pozíciója, 7. leggyorsabb köre,  1. mesterhármasa (gy, pp, lk)
- Williams 96. győzelme.